# هارالد بيرغ
هارالد بيرغ (بالنرويجية: Harald Johan Berg )‏ (و. 1941  م) هو لاعب كرة قدم، ومدرب كرة قدم، من النرويج، ولد في بودو، يلعب كلاعب وسط.

## جوائز
حصل على جوائز منها:
- Nordland fylkes kulturpris  [لغات أخرى]‏ (1978).

## روابط خارجية
- هارالد بيرغ على موقع الاتحاد الأوربي (الإنجليزية)
- هارالد بيرغ على موقع اتحاد النرويج (النرويجية)
- هارالد بيرغ على موقع قاعدة بيانات كرة القدم.إي يو (الإنجليزية)
- هارالد بيرغ على موقع ناشيونال فوتبول تيمز (الإنجليزية)
- هارالد بيرغ على موقع عالم كرة القدم.نت (الإنجليزية)